# Dębniczka
Dębniczka (kaszb. Dãbniczka, Dãbnica lub też Dãbica, niem. Damitzhof) – osada w Polsce położona w województwie pomorskim, w powiecie słupskim, w gminie Damnica. Wieś jest częścią składową sołectwa Damnica.
W latach 1975–1998 miejscowość administracyjnie należała do województwa słupskiego.

## Nazwa
Nazwa jest tzw. chrztem nazewniczym i ma charakter pseudotopograficzny-relacyjny. Powstała przez zdrobnienie nazwy miejscowej *Dębnica (= Damnica) przy pomocy formantu -k. Pierwotna niemiecka nazwa Damitzhof, odnotowana po raz pierwszy w 1863, ma charakter kulturowy i jest zrostem dwóch członów: nazwy własnej Damitz (później Damnitz „Damnica”) i nazwy pospolitej Hof „zagroda, folwark”.
Rada Języka Kaszubskiego proponuje opartą na polskiej kaszubską formę nazwy Dãbniczka.